# Магијска медицина
Магијска медицина зачета из традиционалне медицине, је облик лечења заснован на магији – чаролији, враџбинама, вештини потчињавања вољи тајанствених сила природе, духова и демона, или веровању да човек својим речима и чинима може утицати на ток природних догађаја, па тако и на ток болести и заштиту од њих.

## Историја
Прве зачетке традиционалне медицине код већине народа налазимо у магијској медицини. Магијска медицина била је веома раширена у свету, а неки њени елементи задржали су се све до данашњих дана., јер и данас један део човечанства живи у незнању и лишен је благодети многих традиција модерне науке. Ово незнање и даље је присутно у многим областима човекове делатности; па и у области лечења, у којем и даља владају уверења још из периода примитивног праисторијског човека...јер је много лакше створити неку творевину негои надоградити (образовати) широке народне масе, нарочито онај део којио је и даље принуђен да живи у забаченим крајевима света без довољног промета информација. Узрок томе треба највероватније тражити и у чињеници, да је доба праисторије трајало јако дуго од оног периода у развитку савременог човека, у коме се јавила цивилизација и о коме сазнајемо из каквих — таквих писаних података. А ако узмемо у обзир и да се велики део човечанства и дансс налази још у том стадијуму развоја, јасно је, зашто су се та схватања тако дубоко увриежила у свест појединаца, којих се они јако тешко могу да ослободе.
Шта је заједничко у магијској и савременој медицини
Поред блиских историјских веза, још увиек постоји много тога што уједињује докторе и магове. Обе групе се баве људима, често у интимном и интензивном контексту, и настоје да утичу на позитивну промену код њихових услуга. Обе групе поседују вештине које њихови пацијенти или корисници услуга немају. Они се у великој мери ослањају на поверење, правичност и јасну комуникацију важну нза њихов успех. Међутим, магови раде у атмосфери почетног неповерења и стога су развили стручност у стварању поверења у тешким условима. Они су научили да кроз векове, бројне експеримента и размишљања стекну способност да утичу на људе на суптилан начин.
Оно што је заједничко магијској и савременој медицини је то што у модерној медицинској технологији има много мистичног, магијског и чудесног, нпр. скенирање тела или виртуалне колоноскопија? Јер, као што је Артур Кларк, чувени аутор научне фантастике једном приметио:Свака довољно напредна технологија се не разликује од магије.

## Основне информације
Према њеним схватањима, изазивачи обољења код људи и животиња су зли духови који могу да се уклоне посредством добрих духова наклоњених човеку. У том циљу, биле су потребне мистичне радње како би се удаљили зли духовови од човека јер је тек након њиховог одстрањивања могло настати болесниково оздрављење. Отуда су магијски обреди, састављени из мистичних радњи и праћени изговарањем тајанствених речи, били саставни део лечења у апокрифној верској медицини.
Овај облик лечења био је заснован на магији – чаролији, враџбинама, вештини потчињавања вољи тајанствених сила природе, духова и демона, или веровању да човек својим речима и чинима може утицати на ток природних догађаја, па тако и на ток болести и заштиту од њих. За лечење магијским обредима, коришћене су многе мистичне радње, које је пратило изговарањем тајанствених речи.
| „ | Тако, на пример, код лечења од уједа змије најпре је уливана вода у нови лонац и над њим је читана молитва, па су затим вршени покрети ножем уз петоструко изговарање следећих разумљивих и неразумљивих речи: „еврисен, еврисен, потиано, кетисера, поропрокети, порометато, саваот, да вскрснет бог и разидут се врази јего и да бежат от лица јего ненавидештије јего”. Осим речи словенског порекла, наше магијске формуле садржавале су, поред разумљивих, и неразумљиве речи источног порекла – грчке, персијске и јеврејске – док је њихова садржина у већини случајева била нелогична. | ” |

Гатање које је имало магијски карактер, много је коришћено за оздрављење болесника, и заштиту од болести. У ову сврху служили су списи као: Рожданик, Трепетник, Громовник, Лунак, а најстарије познати списи потичу из 13. века и садржи упутства за гатање. Поред упутства садрже и кључ за гатање у облику крста. Поред упутства магијски списи садржали су и кључ за гатање у облику крста.
Гатало се понекад и из погрешних побуда да здрава особа оболи или да се болесном погорша стање.

Лечење у оквирима овог пшојавног облика медицине, настављено је и касније и представљало је комбинацију магијских и емпиријских метода, које су у далекој прошлости спроводили школовани лекари, емпиричари, хирурзи-бербери, калуђери, хећими, видари и врачаре.